# Volkshochschulen in Norwegen
Die Volkshochschule in Norwegen (norwegisch Folkehøyskole oder Folkehøgskule) ist ein spezieller Schultyp ohne Prüfungen, gedacht als Orientierungsjahr nach Beendigung der Schulpflicht. Ursprünglich etabliert in Dänemark von dem dänischen Pädagogen Nikolai Frederik Severin Grundtvig, wurde die erste norwegische Schule dieser Art (Sagatun Folkehøyskole) 1864 in Hamar in Ostnorwegen errichtet. Sie wurde 1891 wieder geschlossen. Durchgesetzt hat sich dieser Schultyp aber erst mit dem Einsatz von Christopher Bruun und Christian Horne, die in den 1870er Jahren die Volkshochschulbewegung ins Leben riefen. Sie gehörte zu den Früchten der Nationalromantik, die die Freiheitsideale obenanstellte und deren Ideal mündige und aufgeklärte Bürger war.
Die Folkehøgskole heute ist ein 9-monatiges fakultatives Bildungsangebot, welches hauptsächlich von jungen Erwachsenen zwischen 19 und 22 Jahren im Anschluss an ihre reguläre Schullaufbahn wahrgenommen wird. Zwischen 35 und 120 Schüler pro Schule leben zusammen im Internat, welches wichtiger Bestandteil der Folkehøgskole-Philosophie und gleichzeitig pädagogisches Instrument ist. Der Unterricht wird in Haupt- und Nebenfächer aufgeteilt, welche sich über eine große Bandbreite an Fach- und Themengebieten erstrecken. Die Mehrzahl der Fächer ist praktisch und stark am Interesse der Schüler orientiert. Verschiedene außerunterrichtliche Aktivitäten und Reisen runden das Angebot ab. Wichtig ist, dass es keine Prüfungen gibt und kein Abschluss erzielt wird. Die Schulen haben die Förderung und Stärkung der Persönlichkeit vor allem in sozialer, aber auch in fachlicher Hinsicht zum Ziel. Es soll die Möglichkeit für die Schüler geschaffen werden, sich in verschiedensten Situationen und Aktivitäten auszuprobieren, intensive Erfahrungen zu machen und ihren Horizont zu weiten. Außerdem soll das Jahr als eine Auszeit von Schule und Leistungsdruck und als eine Bedenkzeit für die weitere Zukunft genutzt werden können. Etwa die Hälfte der Gesamtkosten solch eines „langen Kurses“ wird durch Zuschüsse aus der Staatskasse gedeckt, den restlichen Teil bezahlen die Schüler. Auch ihnen steht dafür staatliche Unterstützung zu. Die Schulen sind entweder in Trägerschaft der Kirche oder aber „frilynter“, also nicht-konfessioneller Trägerschaft.
Die norwegischen Schüler können einen Studienkredit bei der staatlichen Kreditkasse bekommen. Die Folkehøgskolen nehmen auch Schüler aus dem Ausland auf. Schüler aus dem europäischen Ausland müssen die Kosten im Normalfall selbst tragen. Einige Schulen bieten jedoch auch für ausländische Schüler Stipendien an. Außerdem gab es bis 2010 ein Stipendium für Ausländer über den „Memorial Fund of May 8th 1970“.
Ähnliche Angebote in Deutschland:
In Deutschland gibt es die so genannten „Grund-“ oder „Winterkurse“ oder auch „Lange Kurse“ an Heimvolkshochschulen (oder entsprechenden Erwachsenenpädagogischen Einrichtungen), die vergleichbar mit dem Konzept der norwegischen Folkehøgskole sind.